# Proveniensprincipen
Proveniensprincipen är den princip enligt vilken ett arkiv sammanhålls som en enhet och ordnas i enlighet med arkivbildarens organisation och verksamhet. Proveniensprincipen skiljer sig således från pertinensprincipen där arkivhandlingar sorteras efter ämnesinnehåll utan att skilja olika arkivbildare åt. Proveniensprincipen dateras vanligen till Frankrike 1841 (”le respects de fonds”). I svenskt arkivväsen infördes proveniensprincipen 1903.
Enligt proveniensprincipen ska man bevara ett arkiv eller en samling i den ordning som arkivbildaren eller samlaren hade. Principen bygger på tanken att arkivets eller samlingens struktur innehåller nycklar till hur sammanhanget ska tolkas, eftersom den är ett resultat av hur arkivbildaren eller samlaren verkade.
Om till exempel en myndighet lämnar över en del av sitt arkiv till Riksarkivet ska Riksarkivet alltså låta handlingarna vara kvar i den ordning som ursprungsmyndigheten lagt dem i.

## Proveniensprincipens två dimensioner
Man brukar tala om två dimensioner hos proveniensprincipen: yttre ordning (arkivbeståndens integritet och avgränsning) och inre ordning (respekten för ursprunglig ordning). Den första delen omtalas vanligen som ”den egentliga proveniensprincipen”. Fokus ligger här på att definiera och avgränsa olika arkivbildare. Enligt den svenska riksarkivarien Emil Hildebrand beror en arkivhandlings värde på dess ursprung, på avsikten med dess upprättande eller förvarande. Han menar att en arkivhandling ter sig olika om den framgått ur en offentlig myndighets verksamhet eller om den är av privat härkomst. Av denna anledning är det viktigt för arkivhandlingens värde att dess proveniens bevaras.
Den andra principen brukar omtalas som strukturprincipen. Innebörden är att arkivet skall ordnas på ett sådant sätt att det speglar arkivbildarens verksamhet. Principen utgår från att det finns ett samband mellan arkivhandlingar. Om ett av dessa samband bryts kan viktig information gås förlorad.

## Historik
Under 1800-talet diskuterades alltmer vidtagna omsorteringar, ur både praktisk och teoretisk synvinkel, hos arkivinstitutionerna. Omsorteringen som ägde rum byggde på att arkivens ursprungliga ordning respekterades och lämnades orubbad. Huvudtanken bakom proveniensprincipen är grundad på lång praktisk erfarenhet. En mer teoretisk förankrad tillämplig av principen framträder redan i slutet av 1700-talet, till exempel 1791 i Danmark, 1812 i Neapel, 1816 i Sachsen och 1826 i Württemberg men proveniensprincipens genombrott dateras vanligen till Frankrike 1841 (”le respects de fonds”). Detta nya synsätt fastställdes som grundregel för ordnandet av departementalarkiven i Frankrike. Man utgick då från att arkiven skulle bevaras och ordnas var för sig som fristående helheter men man ansåg sig ha stor frihet när det kom till att ordna om handlingarna inom själva arkiven. Själva arkivstrukturen förändras därigenom med motivet att man lade arkiven tillrätta både för andra användare samt för forskningen.
En annan milstolpe kom 1881 när Geheimes Preussisches Staatsarchiv i Berlin införde proveniensprincipen som riktlinje för ordningsarbeten inom institutionen. Det var dock i Holland 1898 som alla tankar och teorier fogades samman till ett teoretiskt system i och med publicerandet av en handbok inom ämnet (i tysk översättning med titeln Anleitung zum Ordnen und Beschreiben von Archiven, 1905, skriven av författarna
Muller, Feith och Fruin). I svenskt arkivväsen infördes proveniensprincipen 1903
under Emil Hildebrands tid som riksarkivarie. I sin berömda uppsats ”Om ursprungsprincipens tillämpning vid ordnande av offentliga arkiv” (1903) presenterade Hildebrand de nya arkivteoretiska tankegångarna och deras effekt på ordningsarbetet. Samma år utfärdades föreskrifter om arkivförteckningen som byggde på dessa idéer. Den ursprungliga ordningen skulle så långt som möjligt bevaras. Arkivets serier skulle i förteckningen redovisas på ett sätt som överensstämde med arkivets struktur. De metoder som Hildebrand införde för statliga myndigheter 1903 har sedan kommit att bli dominerande inom det svenska arkivväsendet och detta gäller även utanför den offentliga sektorn.

## Kritik
Sedan proveniensprincipens införande har informationshanteringen förändrats kraftigt med olika lagrings- och registreringsformer. Kritiker har ansett att en alternativ teori till proveniensprincipen numera skulle vara lämpligare eftersom proveniensprincipen inte till fullo bemöter användarens sökbehov av information. Dokumentalister har velat kunna inrikta sig på att söka och tillhandahålla enskilda uppgifter oberoende av sammanhang. Postmoderna kritiker som Heather MacNeil anser att proveniensprincipen är ett slags onödig arkivspecifikation i och med att den representerar en typ av kunskap som inte finns i samma form i någon annan organisatorisk ordning. MacNeil föreslår därför att begreppet bör ombildas för att lättare passa samtida arkivhantering genom att kunna separera ut dokumentens olika tillkomstsammanhang för att lättare förstå deras inbördes dynamiska förhållande till varandra. Kritikerna har dock haft svårt att uppställa en alternativ teori istället för proveniensprincipen som ofta visat sig vara tillräckligt bärkraftig.

## Avslutande synpunkter
Man kan säga att arkivbildningen har komplicerats sedan proveniensprincipen började användas, och att man har under 1900-talet ifrågasatt hur den håller för de stora påfrestningar som uppkommit. Proveniensprincipen har blivit prövad med en rad oförutsedda faktorer, men trots all kritik kan man idag se bevis att den är fortfarande en lika logiskt uppbyggd grundprincip som den var när den tillkom, och att proveniensprincipen fortsätter att tillgodose de krav som ställs. Experter inom elektronisk dokumenthantering som Charles Dollar understryker denna åsikt, då han argumenterar att proveniensprincipen är absolut nödvändig för elektronisk dokumenthantering, vilket har en växande relevans i dagens samhälle, och framhåller vikten av fortsatt användning av proveniensprincipen.